# Энгельгардт, Эдуар Филипп
Эдуа́р Фили́пп Энгельга́рдт (фр. Édouard Philippe Engelhardt; 16 мая 1828, Рото — 1916, Ницца) — французский дипломат.

## Биография
Родился 16 мая 1828 года в коммуне Рото, на тот момент входившей в департамент Вогезы, ныне — в департамент Нижний Рейн. Отец — торговец и мэр Рото, а позднее — нотариус в Ширмеке Филипп-Ясент Энгельгардт; мать — Аделаид-Жозефин Граусс. Окончил юридический факультет Страсбургского университета. С 1850 по 1864 годы находился на дипломатической службе в Майнце, Антверпене и Лондоне, затем входил в состав Дунайской комиссии. С 1867 по 1874 годы — генеральный консул, затем — полномочный министр Франции в Белграде. В 1884—1885 годах был одним из представителей Франции на Берлинской конференции, определившей колониальный раздел Африки между европейскими державами. После окончания конференции вышел в отставку. Скончался в Ницце в 1916 году.